# Brachys tesselatus
Brachys tesselatus es una especie de escarabajo barrenador metálico del género Brachys, categorizada en la tribu Trachyini, de la subfamilia Agrilinae.

## Taxonomía
Fue descrita científicamente por Fabricius en 1801.
Tratamiento taxonómico
La especie aparece registrada y publicada en Systema Eleutheratorum secundum ordines, genera, species: adiectis synonymis, locis, observationibus, de- scriptionibus. Volume 2. Kiliae: Bibliopolii Academici Novi, 687 pp. (1801).